# Сасе (месторождение)
Сасе — месторождение меди на юге провинции Катанга (Демократическая Республика Конго). Разрабатывается компанией Tiger Resources.
Месторождение находится в пределах концессии Лупото, примерно в 10 км к югу от рудника Кипой и к северу от старого рудника Лупото на концессионной территории Калуминес. Концессия занимает площадь 140 квадратных километров.
Минерализация на участке Сасе была показана на простирании длиной 700 метров и шириной до 300 метров.
В 2008 году компания Tiger Resources сообщила, что в ходе разведочного бурения были обнаружены руды со значительным содержанием меди. В феврале 2011 года она же заявила, что планирует построить завод по экстракции растворителем, который будет перерабатывать медную руду с рудников Кипой и Лупото.